# Iramuco, Huetamo
Iramuco är en ort i Mexiko.   Den ligger i kommunen Huetamo och delstaten Michoacán de Ocampo, i den södra delen av landet, 250 km väster om huvudstaden Mexico City. Iramuco ligger 385 meter över havet och antalet invånare är 203.
Terrängen runt Iramuco är huvudsakligen kuperad, men åt nordväst är den bergig. Iramuco ligger nere i en dal. Runt Iramuco är det ganska glesbefolkat, med 23 invånare per kvadratkilometer. Närmaste större samhälle är La Quetzería, 11,1 km sydost om Iramuco. I omgivningarna runt Iramuco växer huvudsakligen savannskog.